# برايان موريسون
برايان موريسون هو عداء سريع كندي، ولد في 25 أغسطس 1968 في كالغاري في كندا.

## وصلات خارجية
- برايان موريسون على موقع الاتحاد الدولي لألعاب القوى (الإنجليزية)
- برايان موريسون على موقع أوليمبيديا (الإنجليزية)